# Alceu Valença
Alceu Valença   (São Bento do Una, 1 de juliol de 1946) és un cantautor brasiler. En la seva extensa carrera artística, amb més de 40 àlbums publicats, ha sigut reconegut per adaptar la música pròpia del nord-est del país a un estil a mig camí del pop i rock, gràcies a l'ús de sintetitzadors, baix i guitarra elèctrica.

## Biografia
Alceu Valença va néixer a São Bento do Una, a l'agreste de Pernambuco. Els primers contactes en el món artístic es produeixen a la infància, doncs l'avi era poeta i guitarrista. Els seus referents a l'època eren Jackson do Pandeiro i Luiz Gonzaga, màxims exponents de la música regional. A Recife, on va arribar amb 10 anys, va conèixer l'obra dels sambistes Orlando Silva i Dalva de Oliveira i també la dels estatunidencs Elvis Presley, Little Richard i Ray Charles, que van apropar-lo al rock, blues i soul. A la capital pernambucana va formar-se en Dret per la Universitat Federal de Pernambuco, i hi va treballar com a periodista pel diari Jornal do Brasil, però aviat va decidir centrar-se en la seva carrera musical.

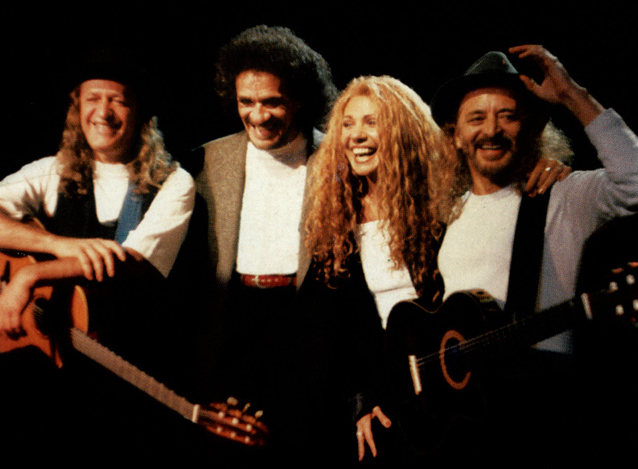
Alceu Valença, Zé Ramalho, Elba Ramalho i Geraldo Azevedo al Grande Encontro de 1996.

Encara a Recife, va conèixer els músics Zé Ramalho, Elba Ramalho i Geraldo Azevedo, amb els que va establir una gran amistat. A començaments dels setanta, va traslladar-se amb Azevedo a Rio de Janeiro. Després de participar en alguns concursos musicals, van llançar plegats l'àlbum debut Quadrafônico (1972). Va publicar quatre LPs més abans de sortir del país —com també van fer Raul Seixas o Jards Macalé—, en un "exili cultural" en oposició a la Dictadura militar del Brasil (1964-1985). Va viure a París, on va enregistrar un àlbum que no va veure la llum fins dues dècades més tard.
De tornada al Brasil, va viure la seva etapa més exitosa, amb hits com "Coração Bobo", "Morena Tropicana", "Anunciação" o "La Belle de Jour". Entre els 10 treballs publicats de 1980 a 1991, va recollir diversos discs de diamant i platí. L'any 1996, Zé, Elba, Geraldo i Alceu es van reunir en una sèrie de concerts anomenats O Grande Encontro ("La gran trobada"), on tots quatre interpretaren els seus principals èxits. La gira s'ha repetit en tres ocasions més al llarg dels anys, però sense poder comptar amb el quartet al complet.
Alceu Valença ha mantingut una reeixida carrera durant el segle xxi, demostrant la seva capacitat d'adaptar-se als canvis musicals, tot mantenint-se fidel a la seva identitat artística i a les seves arrels. La crítica musical l'ha atorgat multitud de guardons, com el Premi de la Música Brasilera de 2003 al millor cantant regional, el Premi al Compositor Brasiler de 2022 o un Grammy llatí el 2023.

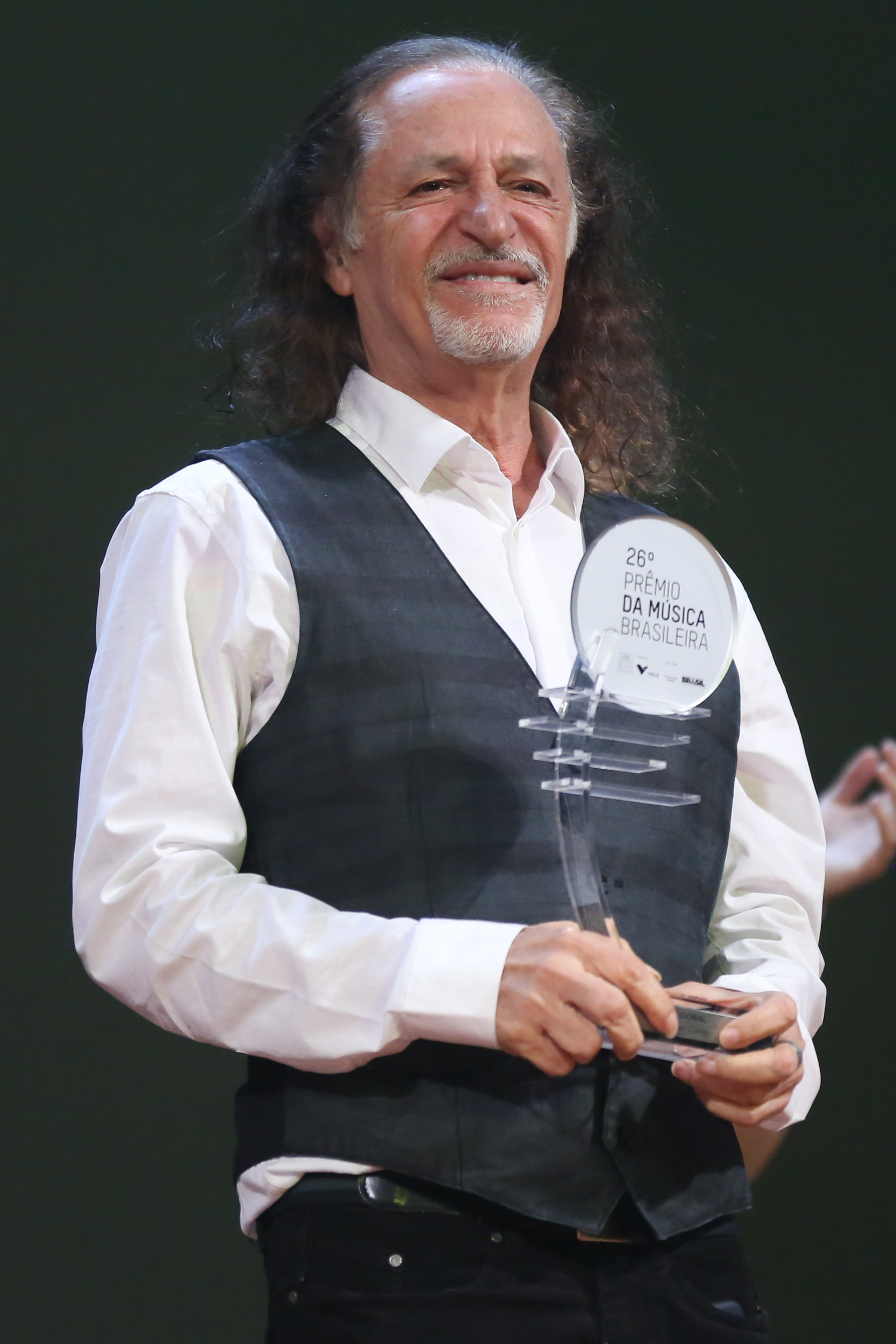
2015

## Discografia

### Estudi
| - Quadrafônico - Alceu Valença & Geraldo Azevedo (1972) - A Noite do Espantalho (1974) - Molhado de Suor (1974) - Vivo! (1976) - Espelho Cristalino (1977) - Saudade de Pernambuco (1979) - Coração Bobo (1980) - Cinco Sentidos (1981) - Cavalo de Pau (1982) - Anjo Avesso (1983) - Mágico (1984) | - Estação da Luz (1985) - Rubi (1986) - Leque Moleque (1987) - Andar Andar (1990) - 7 Desejos (1991) - Maracatus, Batuques e Ladeiras (1994) - Sol e Chuva (1997) - Forró de Todos os Tempos (1998) - Forró Lunar (2001) - O Nordeste Elétrico de Alceu Valença (2002) - De Janeiro a Janeiro (2002) | - Na Embolada do Tempo (2004) - Ciranda Mourisca (2008) - Amigo da Arte (2014) - A Luneta do Tempo (2015) - Vivo! (2016) - Sem Pensar no amanhã (2021) - Saudade (2021) - Senhora Estrada (2021) - Alceu Valença e Paulo Rafael (2022) - Bicho Maluco Beleza - É Carnaval (2024) |

### En directe
| - Vivo (1976) - Ao Vivo (1982) - Brazil Night (1983) - Ao Vivo (1986) - Oropa, França e Bahia (1988) | - O Grande Encontro (1996) - Todos os Cantos (1999) - O Grande Encontro 3 (2000) - Ao Vivo: em Todos os Sentidos (2003) | - Marco Zero – Ao Vivo (2006) - Valencianas (ao vivo) (2014) - Valencianas II: Ao Vivo em Portugal (2022) - Meu Querido São Jo@o (Ao vivo na Fundição Progresso) (2023) |

### Recopilatoris
| - Acervo Especial (1992) - Minha História (1992) - O Melhor de Alceu Valença (1994) - Millennium (1994) - Meus Momentos (1996) | - Maxximum (1999) - Novo Millenium (2000) - Coleção Bis (2002) - O Melhor dos Encontros (2002) | - Série Sem Limite (2004) - Arquivo Essencial: Alceu Valença (2004) - A Arte de Alceu Valença (2006) - O Melhor de Alceu Valença (2021) |